# مارك روزين
مارك روزين (بالإنجليزية: Marc Rosen)‏ هو منتج أفلام أمريكي، ولد في 12 مايو 1976 في سانت لويس في الولايات المتحدة.

## وصلات خارجية
- مارك روزين على موقع IMDb (الإنجليزية)